# Positiv og negativ
Positiv har flere betydninger:
- Positiv betyder almindeligvis noget godt.
- Matematik. En værdi eller kvantitet større end 0
- Noget der har en positiv eksistens, modsat noget der mangler/er fraværende.
- Grammatik. Laveste grad af et tillægsord.
- I elektrisk sammenhæng bruges begrebet positiv til at angive et underskud af elektroner.

Negativ har flere betydninger:
- Negativ betyder almindeligvis noget skidt.
- Matematik. En værdi eller kvantitet mindre end 0
- Noget der har en negativ eksistens (ikke eksisterer), modsat noget der findes.
- I elektrisk sammenhæng bruges begrebet negativ til at angive et overskud af elektroner.

| filosofi | Spire Denne filosofiartikel er en spire som bør udbygges. Du er velkommen til at hjælpe Wikipedia ved at udvide den. |